# Freddy Cremer
Freddy Cremer (* 21. Februar 1957 in Sankt Vith) ist ein belgischer Sekundarschullehrer, Historiker, Philosoph und Politiker der freien Bürgerliste ProDG („Pro Deutschsprachige Gemeinschaft“). Er ist seit 2011 Abgeordneter des Parlaments der Deutschsprachigen Gemeinschaft (PDG).

## Leben
Freddy Cremer studierte an der Universität Neu-Löwen (UCL) Religionswissenschaften, Philosophie und Geschichte. Seit dem abgeschlossenen Studium ist er als Sekundarschullehrer für Geschichte und Philosophie tätig; bis heute unterrichtet er an der Pater-Damian-Sekundarschule Eupen. Darüber hinaus ist er als Historiker tätig.
Von 2005 bis 2009 war Freddy Cremer Mitarbeiter des damaligen DG-Ministers für Unterricht und wissenschaftliche Forschung Oliver Paasch. Bei der Wahl des Parlaments der Deutschsprachigen Gemeinschaft 2009 trat Cremer auf der Liste von Paaschs ProDG an, die vier Sitze errang. Da der ProDG-Abgeordnete Gerhard Palm 2011 zurücktrat, rückte Freddy Cremer ins DG-Parlament nach. Seitdem ist er hier Abgeordneter. Durch den ProDG-Wahlerfolg 2014 wurde er im Parlament bestätigt. Er ist im PDG Vorsitzender des Ausschusses für Unterricht, Ausbildung und Erwachsenenbildung sowie stellvertretender ProDG-Fraktionsvorsitzender. Seit 2019 ist Cremer Fraktionsvorsitzender von ProDG.

## Familie
Cremer ist verheiratet und hat zwei Kinder.

## Werke
- Carlo Lejeune, Andreas Fickers, Freddy Cremer (Hrsg.): Spuren in die Zukunft. Anmerkungen zu einem bewegten Jahrhundert. Illustriert von Pierre Doome. Lexis-Verlag, Büllingen 2001. 160 Seiten. ISBN 9789080668218
  - Freddy Cremer: Verschlusssache Geschichte. Über den Umgang mit der eigenen Vergangenheit. S. 9–25.
- Freddy Cremer: Der 20. September 1920 in Geschichte und Erinnerung der deutschsprachigen Belgier. In: Christoph Brüll (Hrsg.): Zoom 1920 2010. Nachbarschaften neun Jahrzehnte nach Versailles. Grenz-Echo-Verlag, Eupen 2012. S. 125–143.